# آزمون برش سه‌محوری

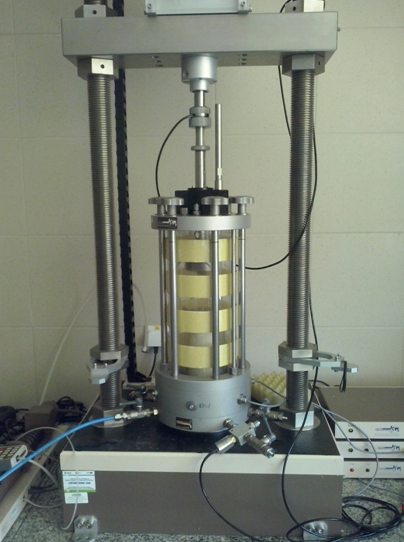
دستگاه سه‌محوره با نمونه‌ی متصل‌شده آماده‌ برای آزمون.

آزمون برش سه‌محوری روشی رایج برای اندازه‌گیری خواص مکانیکی بسیاری از جامدات شکل‌پذیر، به ویژه خاک (مانند ماسه، رس)، و سنگ، و سایر مصالح دانه‌دار یا پودرها،  می‌باشد. این آزمون انواعی دارد
در آزمون برش سه‌محوری، تنش به نمونه‌ای از ماده‌ی مورد آزمایش اعمال می‌شود، به‌‌طوری‌ که موجب ایجاد تنش‌هایی در امتداد یک محور و متفاوت با تنش‌هایی در راستا‌های عمودی، می‌شود. قراردادن نمونه بین دو تخته‌ی موازی که تنش را در یک جهت (عموماً قائم) اعمال می‌کنند، و اعمال فشار سیال به نمونه برای ایجاد تنش در جهت‌های عمود بر آن، موجب این امر می‌شوند. (دستگاه‌های آزمایش که ایجاد سطوح مختلف تنش در هر یک از سه جهت متعامد را ممکن می‌کنند، در ادامه تحت "آزمون سه‌محوری واقعی" بررسی می‌شوند.)
اعمال تنش‌های فشاری مختلف در دستگاه‌های آزمایش سبب ایجاد تنش برشی در نمونه می‌شود. تا زمان شکست نمونه، بارها را می‌توان افزایش داد و انحرافات را  نظارت کرد. در طول زمان آزمون، سیال اطراف تحت فشار قرار می‌گیرد و تنش روی تخته‌ها افزایش می‌یابد تا زمانی که مواد موجود در سیلندر فرو بریزند و مناطق لغزشی موسوم به نوارهای برشی را در درون خود تشکیل دهند. هندسه‌ی برش در یک آزمون سه‌محوری معمولاً باعث کوتاه‌تر، و عریض‌تر شدن نمومه می‌شود. سپس فشار روی تخته کاهش می‌یابد. فشار آب طرفین را به عقب می‌راند و سبب بلندشدن دوباره‌ی نمونه می‌شود. این چرخه معمولا چندین بار به همراه جمع‌آوری داده‌های تنش و کرنش در مورد نمونه تکرار می‌شود. ممکن است در طول زمان آزمون، فشار حفره‌ای سیالات (مانند آب، روغن) یا گازهای موجود در نمونه با استفاده از دستگاه فشار حفره‌ای بی‌شاپ اندازه‌گیری شوند.
از داده‌های تست سه‌محوری، می‌توان پارامترهای اساسی ماده را در مورد نمونه از جمله زاویه‌ی مقاومت‌‌برشی، چسبندگی ظاهری، و زاویه‌ی اتساع استخراج کرد. این پارامترها در مدل‌های کامپیوتری برای پیش‌بینی نحوه‌ی رفتار مواد در یک کاربرد مهندسی با مقیاسی بزرگ‌تر استفاده می‌شوند. به عنوان مثال پیش‌بینی پایداری خاک در یک شیب. شیب فرو می‌ریزد یا خاک تنش‌های برشی شیب را تحمل می‌کند و در جای خود باقی می‌ماند. برای انجام چنین پیش‌بینی‌های مهندسیی از آزمون‌های سه‌محوری در کنار سایر آزمون‌ها استفاده می‌شود.
در طول برش، یک ماده دانه‌دار معمولاً دارای افزایش یا کاهش حجم خالص است. اگر در ابتدا در حالت متراکم باشد، معمولاً افزایش حجم می‌یابد، مشخصه‌ای که به عنوان اتساع‌رینولدز شناخته می‌شود. اگر ابتدا در حالت شل باشد، ممکن است قبل از شروع برش یا به همراه برش، انقباض رخ دهد.
گاهی اوقات، آزمایش نمونه‌های چسبنده بدون فشار محدودکننده، در آزمون فشرده‌سازی نامحدود انجام می‌شود. این امر به دستگاه و آماده‌سازی ساده‌تر و کم‌هزینه‌تری نیاز دارد، اگرچه کاربرد آن به نمونه‌هایی محدود می‌شود که تخته‌ها در هنگام قرار گرفتن خرد نشوند. تنش محدودکننده‌ای که کمتر از تنش برجا است، نتایجی می‌دهد که ممکن است بیش از حد محافظه‌کارانه باشد. مانند آزمایش مقاومت بتن بر روی دستگاه‌هایی که برای نمونه‌های بزرگتر و بارهای بزرگتر از آزمایش عادی بتن طراحی شده‌اند.

## اجرای آزمون
برای خاک، نمونه در یک آستین لاتکس استوانه‌ای به همراه یک صفحه‌ یا تخته‌ی فلزی دایروی تخت، که در بالا و پایین بسته می‌شود، قرار می‌گیرد. این سیلندر در وان یک سیال هیدرولیکی قرار می‌گیرد تا سیال فشار را در کناره‌های سیلندر ایجاد کند. سپس تخته‌ی بالایی را می‌توان به صورت مکانیکی در امتداد محور سیلندر به سمت بالا و پایین هدایت کرد تا مواد را فشرده کند. در حالی که فشار آب اطراف به دقت کنترل می‌شود، مسافتی که تخته‌ی بالایی طی می‌کند به عنوان تابعی از نیروی مورد نیاز برای حرکت آن محاسبه می‌شود. تغییر خالص حجم ماده را می‌توان با مقدار آبی که از وان اطراف خارج، یا وارد آن می‌شود، اندازه‌گیری کرد. اما معمولاً، تغییر خالص حجم ماده زمانی که نمونه با آب اشباع است، با محاسبه‌ی مقدار آبی که وارد یا خارج منافذ نمونه می‌شود، اندازه‌گیری می‌شود. 

### سنگ
برای آزمایش سنگ مستحکم، آستین ممکن است به‌جای لاتکس یک ورقه‌ی فلزی نازک باشد. آزمون سه‌محوری بر روی سنگ به‌ندرت انجام می‌شود زیرا نیروها، و فشارهای مورد نیاز برای شکستن یک نمونه سنگ به تجهیزات پرهزینه و دست‌وپاگیر نیاز دارد.

### تنش موثر
تنش مؤثر بر روی نمونه را می‌توان با استفاده از یک سطح متخلخل روی یک صفحه و محاسبه‌ی فشار سیال (معمولاً آب)،  تنش کل، و فشار حفره‌ای در طول آزمون، اندازه‌گیری کرد.

### آزمون سه‌محوری برای تعیین مقاومت‌برشی یک ناپیوستگی
از آزمون سه‌محوری می‌توان برای تعیین مقاومت‌برشی یک ناپیوستگی استفاده کرد. یک نمونه‌ی همگن، و همسانگرد به‌دلیل تنش‌های برشی وارده می‌شکند. اگر در طول آزمون نمونه‌ی دارای ناپیوستگی، به‌گونه‌ای جهت‌گیری کند که ناپیوستگی تقریباً موازی با صفحه‌‌ی دارای حداکثر تنش‌ برشی شود، به‌دلیل جابجایی‌برشی در امتداد ناپیوستگی می‌شکند. و از این رو، مقاومت‌برشی یک ناپیوستگی اندازه‌گیری می‌شود.

## انواع آزمون‌های سه‌محوری
آزمون سه‌محوری انواع مختلفی دارد:

### تحکیم‌یافته زهکشی‌شده (CD)
در یک آزمون تحکیم‌یافته زهکشی‌شده، نمونه‌ی تحکیم‌یافته به‌ آرامی با فشار تحت برش قرار داده می‌شود تا فشار حفره‌ای ایجادشده توسط برش از بین برود. سرعت تغییر شکل محوری با کنترل کرنش، ثابت نگه داشته می‌شود. آزمون سبب می‌شود که نمونه و فشارهای حفره‌ای به طور کامل با تنش‌های اطراف تحکیم‌ یابند (تنظیم شوند). ممکن است زمان زیادی طول بکشد تا نمونه بتواند تنظیم شود؛ به‌ویژه نمونه‌هایی با نفوذپذیری پایین که به زمان زیادی برای زهکشی، و تنظیم سطوح کرنش به تنش نیاز دارند.

### تحکیم‌یافته زهکشی‌نشده (CU)
در آزمون "تحکیم‌یافته زهکشی‌نشده" نمونه زهکشی نمی‌شود. مشخصه‌های برشی در شرایط زهکشی‌نشده، و نمونه‌ی کاملاً اشباع‌شده اندازه‌گیری می‌شوند. اندازه‌گیری فشار حفره‌ای در نمونه (موسوم به CUpp) امکان تقریب استحکام تحکیم‌یافته زهکشی‌شده را فراهم می‌کند. سرعت برشی اغلب بر اساس نرخ تحکیم تحت یک فشار محدود معین (در حالت اشباع) محاسبه می‌شود. فشارهای محدود می‌توانند از ۱ psi تا ۱۰۰ psi و بیشتر تغییر کنند؛ گاهی اوقات به لودسل‌های خاصی که قادر به تحمل فشارهای بالاتر هستد، نیاز است.

### تحکیم‌نیافته زهکشی‌‏نشده
در یک آزمون تحکیم نیافته زهکشی ‏نشده، بارها به سرعت اعمال می‌شوند، و نمونه در طول آزمون تحکیم نمی‌یابد. نمونه با سرعت ثابت (با کنترل کرنش) فشرده می‌شود.

### آزمون سه‌محوری واقعی
سیستم‌های آزمون سه‌محوری برای کنترل مستقل تنش در سه جهت عمود بر هم توسعه داده شده‌اند. این سیستم امکان بررسی مسیرهای تنشی که در ماشین‌های آزمون سه‌محوری متقارن‌محوری ایجاد نمی‌شوند، فراهم می‌سازد که برای مطالعه‌ی ماسه‌های سیمانی، و خاک‌های ناهمسانگرد مفید است. تست‌سل آزمون مکعبی است و شش صفحه‌ی مجزا وجود دارد که به نمونه فشار وارد می‌کنند و LVDTها حرکت هر صفحه را می‌خوانند.  فشار در جهت سوم را می‌توان با استفاده از فشار هیدرواستاتیک در محفظه‌ی آزمایش که تنها به چهار مجموعه‌ی اعمال تنش نیاز دارد، اعمال کرد. از آنجایی که این دستگاه‌‌ها به طور قابل توجهی پیچیده‌تر از آزمون‌های سه‌محوری متقارن‌محوری هستند، کمتر مورد استفاده قرار می‌گیرند.

### شرط سرحدی‌ آزاد در آزمون سه‌محوری

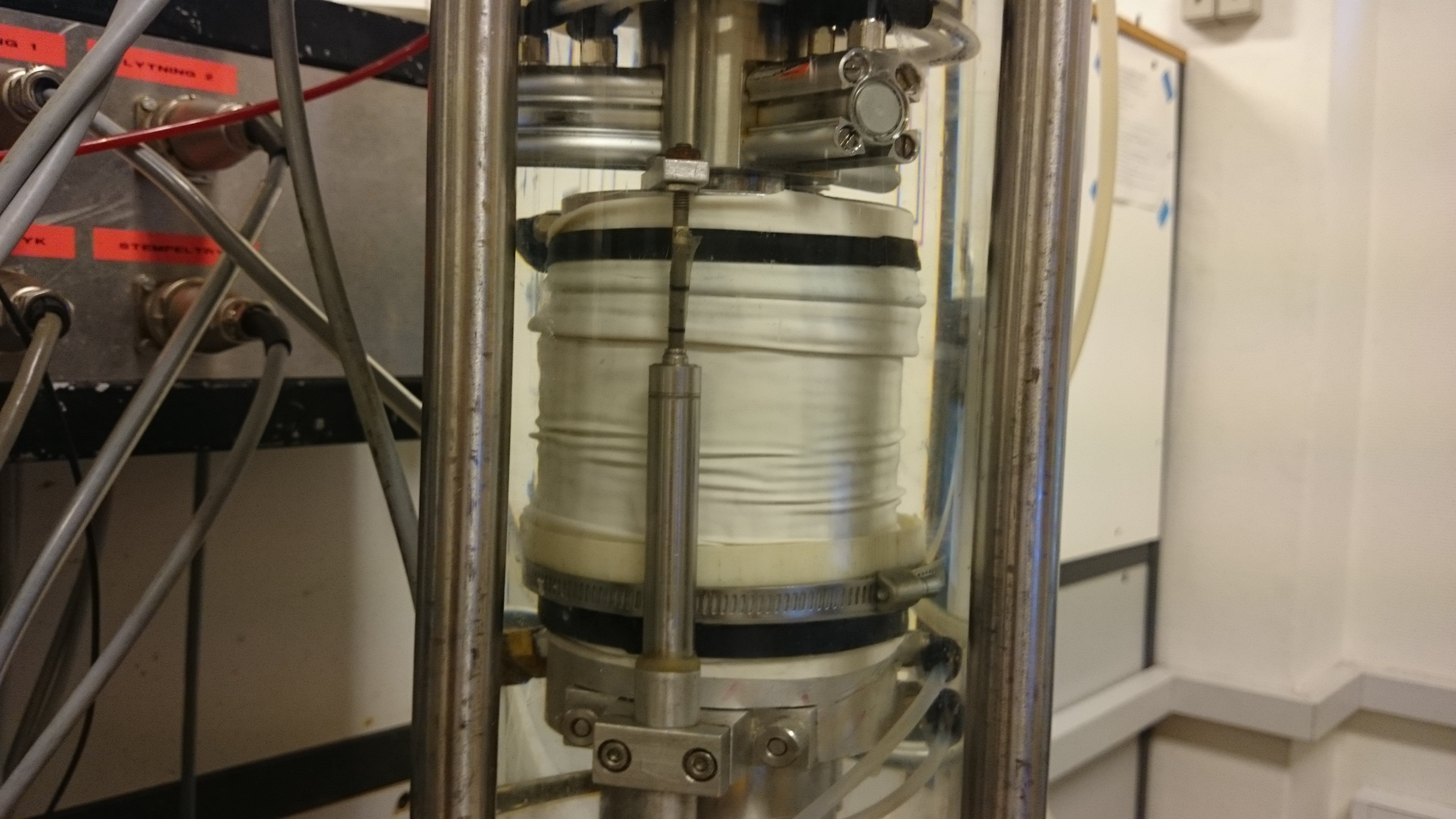
سه‌محوری دانمارکی در عمل

آزمون‌‌های سه‌محوری کلاسیک به دلیل میدان تنش، و کرنش غیریکنواختی که در طول دامنه‌های تغییر شکل بزرگ‌تر در نمونه اعمال می‌شود، مورد انتقاد قرار گرفته‌اند.  ناپیوستگی موضعی در یک ناحیه‌ی برش به دلیل ترکیب تخته‌های انتهایی ناهموار، و ارتفاع نمونه ایجاد می‌شود.
برای آزمایش نمونه‌ها در طول دامنه‌ی تغییر شکل بزرگتر، نسخه‌های "جدید" ، و "بهبودیافته"  از دستگاه سه‌محوری ساخته شدند. هر دو سه‌محوری "جدید" و "بهبودیافته" از یک اصل پیروی می‌کنند - ارتفاع نمونه به ارتفاع یک قطر کاهش می‌یابد و از اصطکاک با تخته‌های انتهایی صرف‌نظر می‌شود.
دستگاه‌های کلاسیک از تخته‌های انتهایی زبر استفاده می‌کنند - کل سطح سر‌آزاد پیستون از فیلتر زبر و متخلخل تشکیل شده‌ است. در دستگاه‌های ارتقایافته، تخته‌های انتهایی سخت با شیشه‌های صاف و صیقلی به‌همراه یک فیلتر کوچک در مرکز جایگزین می‌شوند. در این پیکربندی نمونه در حین لغزش در امتداد شیشه‌ی صیقلی، به صورت افقی لغزش می‌کند یا منبسط می‌شود. بنابراین، ناحیه‌ی تماس میان نمونه و تخته‌ها اصطکاک برشی غیرضروری ایجاد نمی‌کند؛ و یک میدان تنش خطی یا همسانگرد در نمونه پایدار می‌ماند.
به دلیل میدان تنش یکنواخت و تقریباً همسانگرد تسلیم‌همسانگرد رخ می‌دهد. در طول تسلیم همسانگرد، کرنش حجمی (اتساع‌کننده) به‌طور همسانگرد در داخل نمونه توزیع می‌شود. این امر باعث بهبود اندازه‌گیری پاسخ حجمی در طول آزمون‌های CD و فشار آب حفره‌ای در طول بارگذاری CU می‌شود. همچنین، تسلیم همسانگرد موجب می‌شود که نمونه درحالی که به صورت محوری فشرده می‌شود، در راستای شعاعی به طور یکنواخت منبسط شود. دیواره‌های یک نمونه‌ی استوانه‌ای حتی در طول دامنه‌های بزرگ کرنش مستقیم و عمودی باقی می‌مانند (۵۰٪ دامنه‌ی کرنش توسط واردولاکیس (۱۹۸۰) با استفاده از سه‌محوری "بهبودیافته" روی ماسه‌ی غیراشباع ثبت شد). این در تضاد با چیدمان کلاسیکی که در آن نمونه یک برآمدگی در مرکز ایجاد می‌کند در حالی که در تماس با صفحات انتهایی با شعاع ثابت است، می‌باشد.

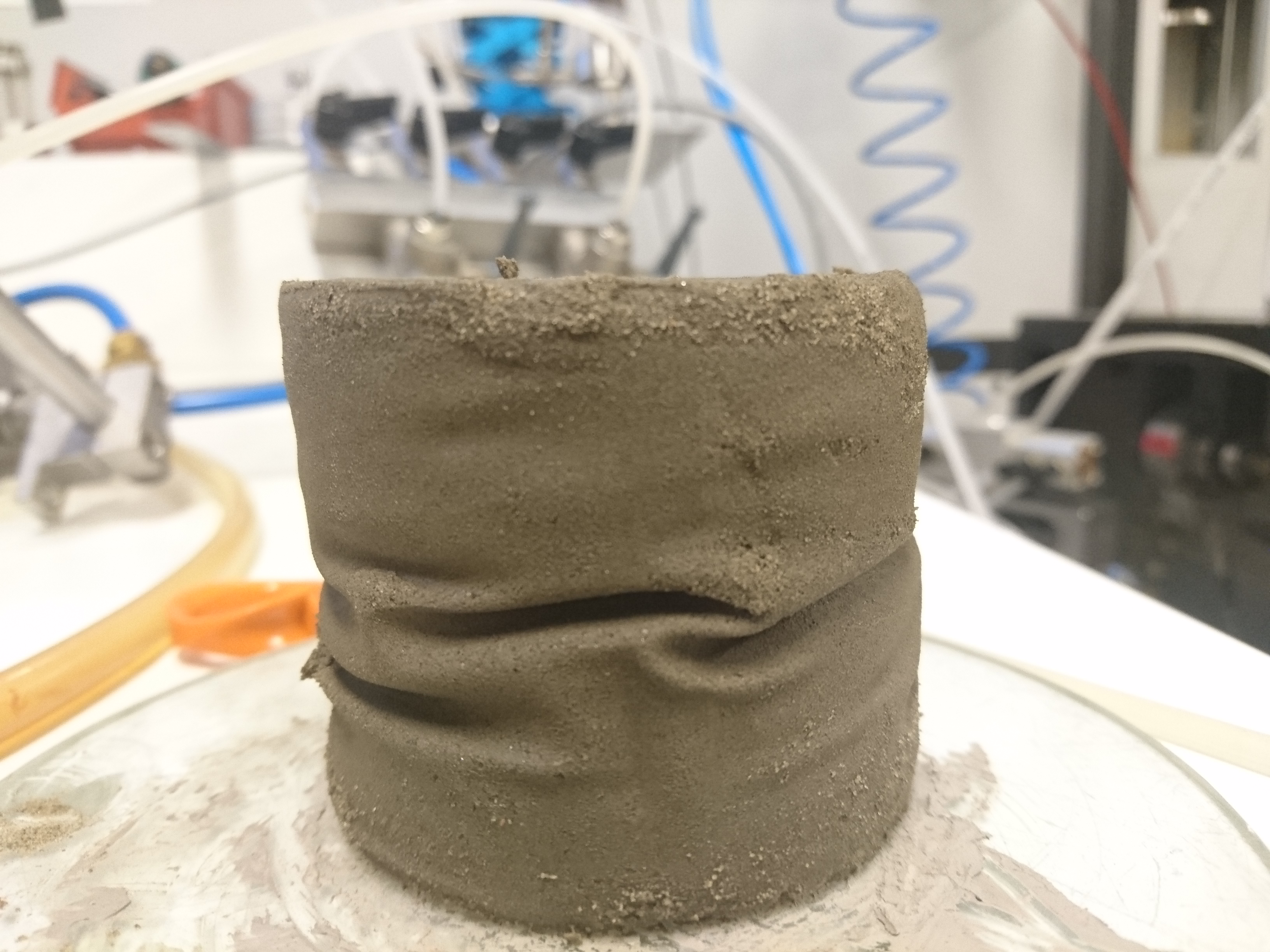
آزمون پس از گدازش. نمونه‌ی ماسه‌ریز در طول چرخه‌های تحکیم‌یافته زهکشی‌نشده (CU) مایع شده و بارها با چرخه‌های تحکیم‌یافته زهکشی‌شده (CD) بهبود می‌یابد. چین‌ و چروک‌ها به دلیل تغییر حجم ناشی از تکرار بین گدازش و زهکشی CU ایجاد می‌شوند. در فاز مایع، نمونه به اندازه‌ای نرم می‌شود که بتوان لاتکس نازک را بر روی آن قرار داد. و نمونه در طول چرخه‌های CD به اندازه‌ی کافی سفت می‌شود تا الگوی چاپ‌شده روی آن حک شود.

دستگاه "جدید" توسط .L.B.Ibsen به "سه‌محوری دانمارکی" ارتقا یافته است. سه‌محوری دانمارکی را می‌توان برای آزمایش انواع خاک‌ها استفاده کرد. این روش اندازه‌گیری‌های بهبود‌یافته برای پاسخ حجمی را فراهم می‌کند؛ همانطور که در طول تسلیم همسانگرد، کرنش حجمی به صورت همسانگرد در داخل نمونه توزیع می شود. تغییر حجم همسانگرد به ویژه برای آزمایش CU مهم است؛ زیرا کاویتاسیون آب حفره‌ای حد استحکام ماسه‌ی زهکشی‌نشده را تعیین می‌کند. دقت اندازه‌گیری با اندازه‌گیری در نزدیکی نمونه افزایش می‌یابد. لودسل غوطه‌ور و در تماس مستقیم با سر پر فشار نمونه است. مبدل‌های تغییر شکل نیز مستقیماً به سر پیستون متصل می‌باشند. کنترل دستگاه خودکار است، از این رو بارگذاری‌ چرخه‌ای را می‌توان با کارایی و دقت زیادی اعمال کرد.
ترکیبی از اتوماسیون بالا، دوام بهبودیافته‌ی نمونه و سازگاری با تغییر شکل بزرگ، دامنه‌ی آزمون سه‌محوری را گسترش می‌دهد. سه‌محوری دانمارکی می‌تواند نمونه‌های ماسه‌ی CD و CU را بدون ایجاد پارگی‌برشی یا برآمدگی به حالت پلاستیکی تبدیل کند. یک نمونه را برای تسلیم می‌توان چندین بار در یک توالی مداوم بارگذاری آزمایش کرد. نمونه‌ها را می‌توان حتی تا یک دامنه‌ی بزرگ کرنش مایع کرد، سپس آن را تا شکست CU خرد کرد. آزمون‌های CU می‌توانند به حالت CD تبدیل شوند یا به‌صورت چرخه‌ای در حالت CD برای مشاهده‌ی بازیابی سختی و استحکام پس از گدازش آزمایش شوند. این امر سبب می‌شود تا نمونه‌ها را تا حد بسیار بالایی کنترل کرد و الگوهای پاسخ ماسه را که با استفاده از روش‌های آزمون سه‌محوری کلاسیک قابل دسترس نیستند، مشاهده کرد.

## استانداردهای آزمون
لیست کامل نیست؛ فقط استانداردهای اصلی گنجانده شده‌اند. برای فهرست کامل‌تر، لطفاً به وب‌سایت‌هایای‌اس‌تی‌ام بین‌الملل (ایالات متحده آمریکا)، استاندارد بریتانیا(بریتانیا)، سازمان بین‌المللی استانداردسازی(ISO)، یا سازمان‌های داخلی برای استانداردها مراجعه کنید.
- ASTM D7181-11: روش آزمون استاندارد برای آزمون فشار سه‌محوری تحکیم‌یافته‌ زهکشی‌شده برای خاک‌ها[۱۰]
- ASTM D4767-11 (۲۰۱۱): روش آزمون استاندارد برای آزمون فشار سه‌محوری تحکیم‌یافته‌ زهکشی‌نشده برای خاک‌های چسبنده
- ASTM D2850-03a (۲۰۰۷): روش آزمون استاندارد برای آزمون فشار سه‌محوری تحکیم‌نیافته‌ زهکشی‌نشده بر روی خاکهای چسبنده
- BS 1377-8 ۱۹۹۰ بخش ۸: آزمون‌های مقاومت‌برشی (تنش موثر) آزمون فشار سه‌محوری
- ISO/TS 17892-8 ۲۰۰۴: بررسی و آزمایش ژئوتکنیک - آزمون آزمایشگاهی خاک - بخش ۸: آزمون سه‌محوری تحکیم‌نیافته‌ زهکشی‌نشده
- ISO/TS 17892-9 ۲۰۰۴: بررسی و آزمایش ژئوتکنیک - آزمون آزمایشگاهی خاک - بخش ۹: آزمون‌های فشار سه‌محوری تحکیم‌یافته‌ بر روی خاک‌های اشباع از آب